# Formicivora erythronotos
Formicivora erythronotos е вид птица от семейство Thamnophilidae. Видът е застрашен от изчезване.

## Разпространение
Видът е разпространен в Бразилия.